# Molophilus (Molophilus) parannulipes
Molophilus (Molophilus) parannulipes is een tweevleugelige uit de familie steltmuggen (Limoniidae). De soort komt voor in het Australaziatisch gebied.